# Belo Polje (Obrenovac)
Belo Polje (em cirílico:Бело Поље) é uma vila da Sérvia localizada no município de Obrenovac, pertencente ao distrito de Belgrado, na região de Posavina. A sua população era de 2028 habitantes segundo o censo de 2009.

## Demografia
| 1948 | 1953 | 1961 | 1971 | 1981  | 1991  | 2002  |
| ---- | ---- | ---- | ---- | ----- | ----- | ----- |
| 372  | 435  | 495  | 845  | 1 475 | 1 508 | 1 804 |